# ميغيل غوزمان
ميغيل غوزمان (بالإسبانية: Miguel Guzmán)‏ هو لاعب غولف أرجنتيني، ولد في 22 يناير 1961 في سانتياغو ديل استيرو في الأرجنتين.

## وصلات خارجية
- ميغيل غوزمان على موقع رابطة أوروبا للاعبي الغولف المحترفين (الإنجليزية)